# کردشبان
کردشبان (به ترکی آذربایجانی: Kürdşaban) یک منطقهٔ مسکونی در جمهوری آذربایجان است که در شهرستان گوی‌چای واقع شده‌است. کردشبان ۱٬۰۵۱ نفر جمعیت دارد.